# ريملان وسطي
ريملان وسطي (بالفارسية: ریملان وسطی) هي قرية تقع في دشتياري في إيران. يقدر عدد سكانها بـ 509 نسمة بحسب إحصاء 2016.